# Amy Schumer
Pour les articles homonymes, voir Schumer.
Amy Schumer, née le 1er juin 1981 à New York, est une humoriste de stand-up, actrice et scénariste américaine.
Entre 2013 et 2016, elle est la star d’Inside Amy Schumer, une série à sketchs diffusée sur Comedy Central. Depuis, elle alterne stand-up et comédies au cinéma : Crazy Amy (2015), Larguées (2017) et I Feel Pretty (2018).

## Biographie

### Jeunesse et formation
Amy Schumer est née dans l'Upper East Side à New York,. Elle est la fille de Sandra (née Jones) et de Gordon Schumer, qui tenait une entreprise de meubles pour bébés,,. Sa sœur cadette, Kim Caramele, est auteur comique et productrice et son frère, Jason Stein, est musicien à Chicago,,,. Son père est cousin avec le sénateur démocrate Chuck Schumer,,. Son père est de confession juive, tandis que sa mère, née protestante, s'est convertie au judaïsme,,.
Durant son enfance, elle est marquée par la ruine de sa famille, la maladie de son père, atteint de sclérose en plaques, puis le divorce de ses parents. L'humour lui sert de « carapace ». Elle étudie le théâtre à l'université de Towson dans le Maryland, dont elle sort diplômée en 2003, et poursuit sa formation au William Esper Studio de Manhattan. En 2007, elle cofonde la troupe de théâtre The Collective.

### Stand-up puis révélation télévisuelle (2000-2013)

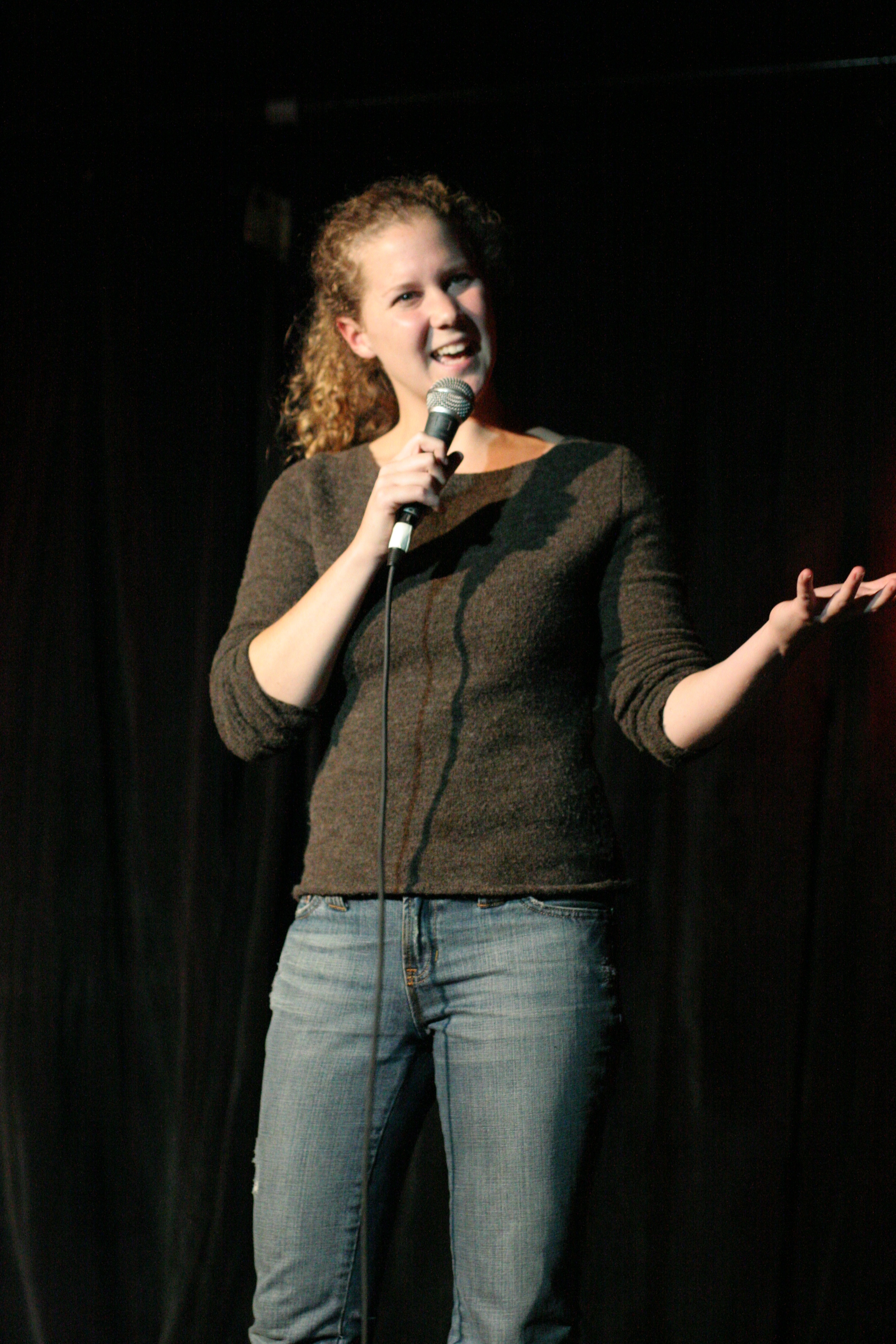
Schumer sur scène en novembre 2006.

Au cours des années 2000, Schumer commence sa carrière d'humoriste en donnant des spectacles de stand-up dans des comedy clubs de New York comme le Gotham Comedy Club et le Comedy Cellar (en).
En 2007, Schumer figure dans un épisode de l'émission Live at Gotham de la chaîne Comedy Central, dans laquelle de jeunes comiques interprètent des sketches. Elle participe également à la 5e saison de l'émission de télé-crochet Last Comic Standing (en), qui lui permet d'accroître sa notoriété. Par la suite, elle apparait dans quelques comédies indépendantes et séries télévisées - 30 Rock, Cupid, Girls.
En 2011, elle fait partie des roasters de l'émission Comedy Central Roast (en), dont le principe est de railler des personnalités. La même année, Comedy Central Records édite son album Cutting.
En 2012, son émission spéciale Mostly Sex Stuff enregistre un succès d'audience sur Comedy Central. La même année, elle apparait dans quelques épisodes d'une série comique diffusée par la chaîne câblée Adult Swim, Delocated.
L'année suivante, la chaîne Comedy Central lance la série humoristique Inside Amy Schumer. Les débuts sont discrets, mais le programme connait un joli succès en ligne à partir de la saison 2. En 2014, la comédienne effectue une tournée nationale pour promouvoir l'émission. L'audience de chaque épisode s'élève alors à environ un million de téléspectateurs. Plusieurs sketches de la troisième saison deviennent des vidéos virales et sont visionnés par un large public sur le web.

### Percée médiatique et confirmation au cinéma (depuis 2015)

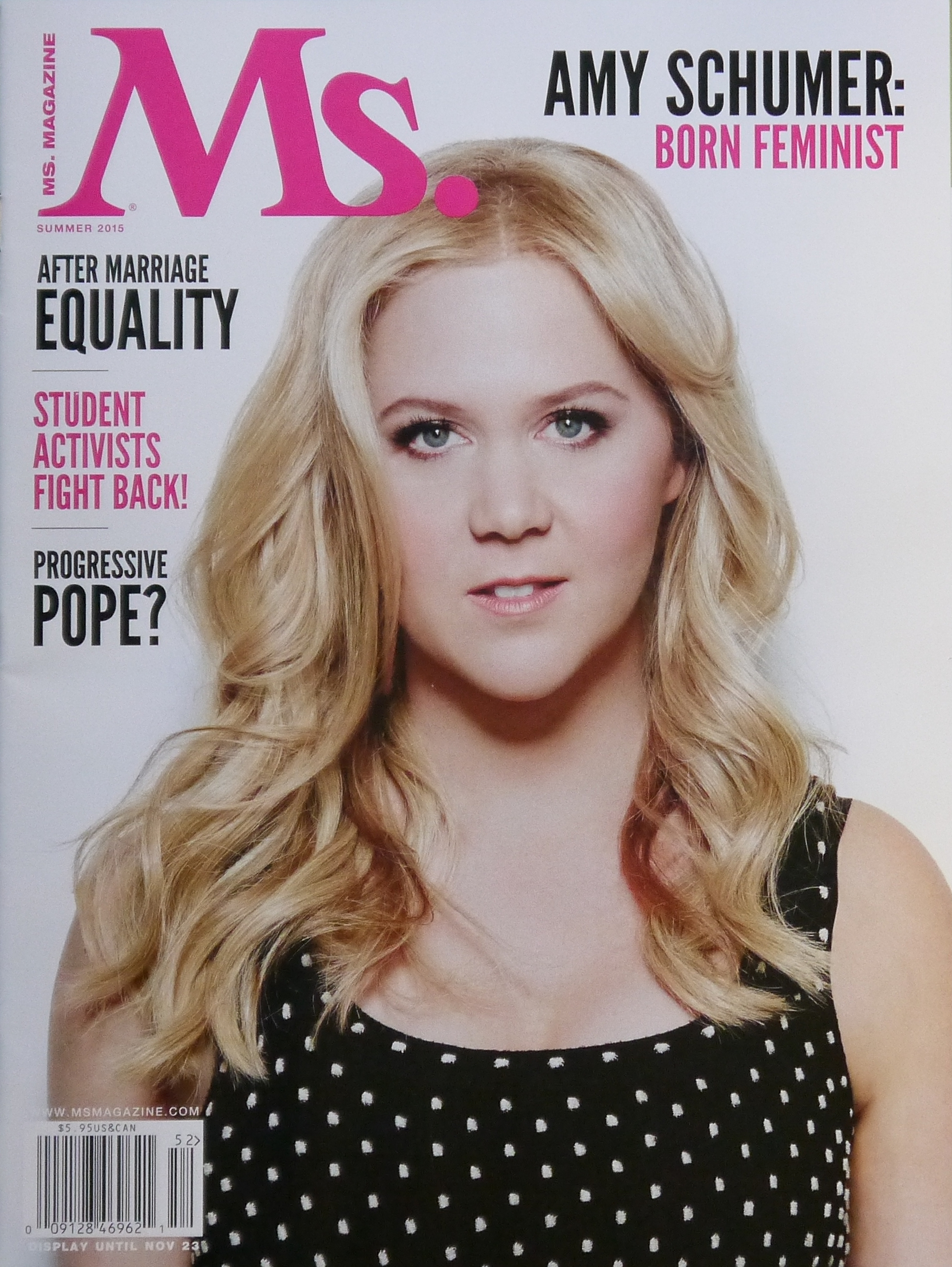
L'actrice en couverture de l'édition estivale 2015 de Ms Magazine.

L'année 2015 est celle de la reconnaissance critique : Inside Amy Schumer remporte un Peabody Award et l'actrice est nommée meilleure actrice dans une série télévisée comique lors des Critics' Choice Television Awards. Chris Rock filme une émission spéciale à l'Apollo Theater, qui sera diffusée par la chaîne HBO.
L'actrice dévoile aussi son premier film, la comédie romantique Crazy Amy (Trainwreck). C'est le réalisateur et producteur Judd Apatow qui l'a encouragé à écrire le scénario,. Elle entreprend le Trainwreck Comedy Tour avec Dave Attell, Vanessa Bayer, Mike Birbiglia et Colin Quinn, qui jouent dans son film.
Dans le cadre de la promotion du film, elle est l'invitée de l'émission culte Saturday Night Live et son one-woman-show, mis en scène par Chris Rock, Amy Schumer: Live from the Apollo, est diffusé par la chaîne HBO.
En 2016, elle ralentit son rythme : une quatrième et dernière saison de Inside Amy Schumer est diffusée par Comedy Central, tandis que l'actrice double des personnages de séries d'animation cultes : BoJack Horseman, Les Simpson, Les Griffin, Bob's Burgers.
En 2017, Netflix diffuse son nouveau one-woman-show, Amy Schumer: The Leather Special. Au cinéma, elle partage l'affiche de la comédie Larguées avec Goldie Hawn, sous la direction de Jonathan Levine. Elle s'essaie aussi à un registre dramatique en tenant un rôle secondaire dans le film de guerre Thank You for Your Service, de Jason Hall.
En 2018, elle revient en tête d'affiche d'une comédie, I Feel Pretty, aux côtés de Michelle Williams, Emily Ratajkowski, Rory Scovel et Naomi Campbell.
En 2020, AmyShumer débute une émission avec l'aide de son mari, Christ Fischer intitulé: Amy Shumer Learns to Cook. Celle-ci développe ses talents culinaires dans le confort de sa cuisine, tout en apportant une touche humoristique.

### Accusation de plagiat
En janvier 2016, Amy Schumer a été accusée d'avoir volé des blagues par plusieurs comédiens dont Patrice O'Neal ou encore Wendy Liebman. Par ailleurs, une vidéo qui démontrerait que Schumer a effectivement plagié ces comédiens a été vue des millions de fois sur internet. La comédienne a nié de façon véhémente ces accusations. Durant cette polémique, elle a reçu le soutien de plusieurs de ses confrères tels que Dave Rubin et Marc Maron.

## Style
La comédienne décrit le personnage qu'elle interprète dans ses sketches comme une caricature de sa propre personnalité.

## Vie privée
Elle a été en couple avec le catcheur de la WWE Dolph Ziggler.
Elle est mariée au chef cuisinier Chris Fischer depuis le 13 février 2018. Leur premier enfant, un petit garçon prénommé Gene David est né le 5 mai 2019.
En septembre 2021, Amy Schumer a subi une ablation de l'utérus et de l'appendice en raison d'une forme d'endométriose grave.

## Filmographie

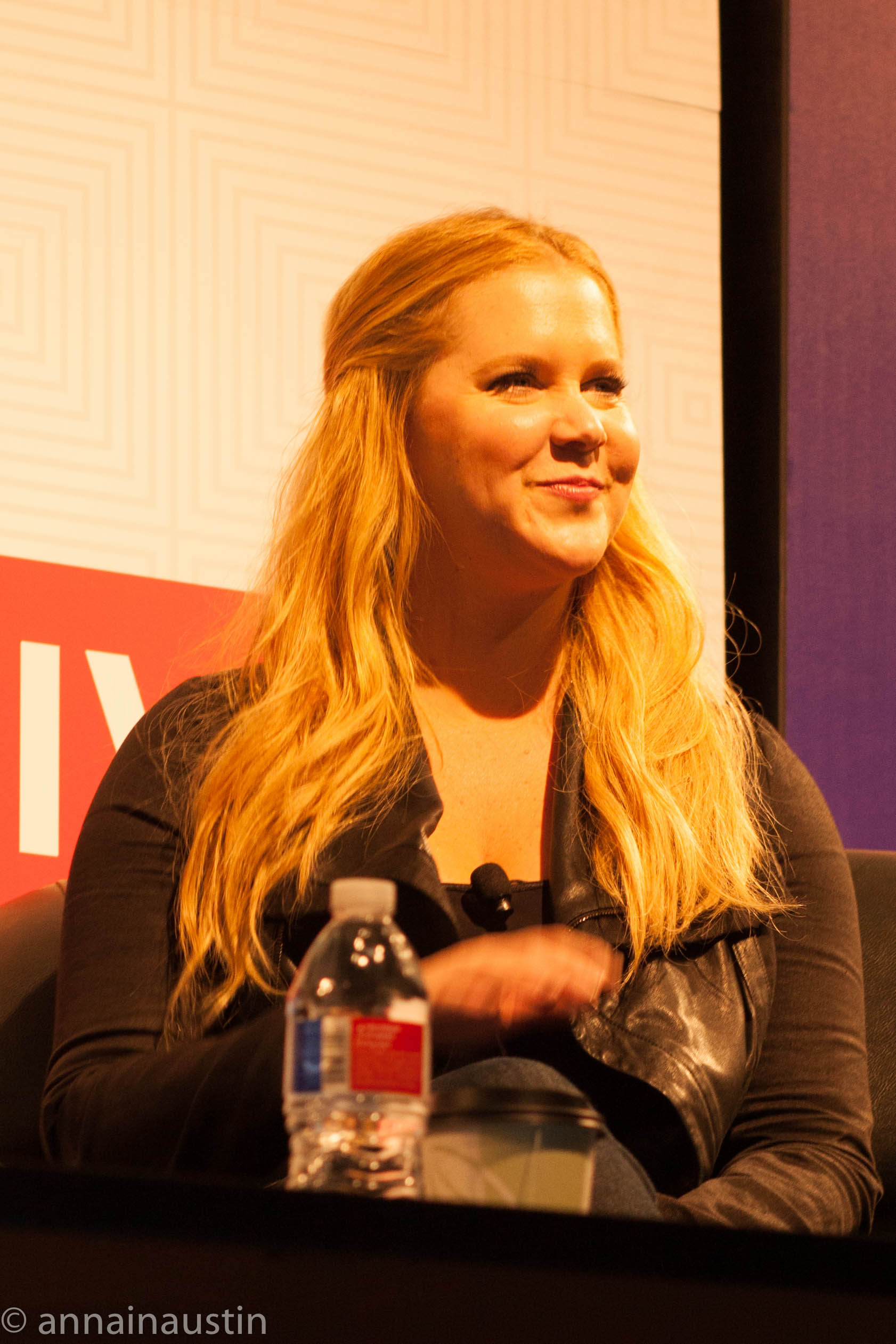
La co-créatrice et principale interprète dInside Amy Schumer, au Festival SXSW 2015.

### Cinéma
- 2006 : Sense Memory de Jackson Waite (court-métrage) : rôle inconnu
- 2012 : Sleepwalk with Me de Mike Birbiglia : Amy
- 2012 : Price Check de Michael Walker : Lila
- 2012 : Jusqu'à ce que la fin du monde nous sépare (Seeking a Friend for the End of the World) de Lorene Scafaria : Lacey
- 2015 : Crazy Amy (Trainwreck) de Judd Apatow : Amy Townsend (également scénariste)
- 2017 : Larguées (Snatched) de Jonathan Levine : Emily Middleton (également scénariste)
- 2017 : Thank You for Your Service de Jason Hall : Amanda Doster
- 2018 : I Feel Pretty de Abby Kohn et Marc Silverstein : Renee
- 2021 : The Humans de Stephen Karam : Aimee
- 2024 : Unfrosted : L'épopée de la Pop-Tart (Unfrosted) de Jerry Seinfeld : Marjorie Post
- 2025 : Baby Bluff de Tyler Spindel : Lainy

### Télévision

#### Séries télévisées
- 2009 : Cupid (en) : Heather (1 épisode)
- 2009 : 30 Rock : une styliste  (1 épisode)
- 2011 : Larry et son nombril (Curb Your Enthusiasm) : une membre de l'équipe (1 épisode)
- 2012 : Delocated (en) :  Trish (8 épisodes)
- 2012 : Louie : Diane (1 épisode; voix)
- 2012 : Dave's Old Porn : elle-même (1 épisode)
- 2013 – 2014 : Girls : Angie (2 épisodes)
- 2013 – 2016 : Inside Amy Schumer : elle-même et plusieurs personnages (également créatrice, scénariste et productrice)
- 2015 : BoJack Horseman : Irving Jannings (1 épisode ; voix)
- 2015 : Saturday Night Live : elle-même et plusieurs personnages (1 épisode)
- 2016 : Les Simpson (The Simpsons) : Mme Burns (1 épisode, voix)
- 2016 : Les Griffin (Family Guy) : Leader de l'équipe de l'usine (1 épisode, voix)
- 2016 : Bob's Burgers : la jeune femme (1 épisode, voix)
- 2022 : Life and Beth : Beth (rôle principal)
- 2022 : Only Murders in the Building : Locataire PH (saison 2)

#### Téléfilms
- 2001 : North Hollywood : rôle inconnu

### Spectacles
- 2012 : Amy Schumer : Mostly Sex Stuff : elle-même
- 2015 : Amy Schumer : Live from the Apollo : elle-même
- 2017 : Amy Schumer : The Leather Special : elle-même
- 2019 : Amy Schumer : Growing : elle-même
- 2020 : Amy Schumer Learns to Cook

## Discographie
- 2011 : Cutting (Comedy Central Records)

## Récompenses
- Television Critics Association Awards 2015 : Meilleure interprétation dans une série comique pour Inside Amy Schumer
- Festival du film de Hollywood 2015 : Hollywood Comedy Film Award pour Crazy Amy

## Voix francophones
En France, Aurore Bonjour est la voix la plus régulière d'Amy Schumer.